# Painkiller (песня)
«Painkiller» (с англ. — «Болеутолитель») — песня Judas Priest с одноимённого альбома, идущая первой композицией с него и выпущенная в формате сингла в 1990 году. Многие фанаты считают эту песню лучшей в творчестве Judas Priest. Гленн Типтон заявил, что соло из этой песни является для него самым любимым. Песня была номинирована на «Грэмми» в 1991 году.

## Каверы
- Death написала кавер песни для своего альбома  The Sound of Perseverance
- Angra написала кавер песни для своего альбома Freedom Call и для трибьют-альбома Judas Priest
- В 2010 году тайваньская металлическая группа CHTHONIC выпустила версию «Painkiller», в которую вошли элементы восточноазиатской музыки.
- Корейская металлическая группа Mahatma сделала кавер «Painkiller» для своего альбома «Perseverance» в 2007 году .

## Игры, в которых присутствует Painkiller
- Rock Band Unplugged
- Rock Band 2
- Brütal Legend
- Guitar Hero: Van Halen
- Rocksmith

## Участники записи
- Роб Хэлфорд — вокал
- Гленн Типтон — гитара
- Кей Кей Даунинг — гитара
- Иэн Хилл — бас-гитара
- Скотт Трэвис — ударные

## Позиции в хит-парадах
| Хит-парад                        | Высшая позиция | Пребывание в чарте |
| -------------------------------- | -------------- | ------------------ |
| Великобритания (UK Albums Chart) | 74             | 2 недели           |